# 6640 Falorni
6640 Falorni eller 1990 DL är en asteroid i huvudbältet som upptäcktes den 24 februari 1990 av San Vittore-observatoriet i Bologna. Den är uppkallad efter den italienska amatörastronomen Marco Falorni.
Asteroiden har en diameter på ungefär 3 kilometer.